# 87
Cette page concerne l'année 87  du calendrier julien. Pour l'année 87 av. J.-C., voir 87 av. J.-C. Pour le nombre 87, voir 87 (nombre).
L'année 87 est une année commune qui commence un lundi.

## Événements
- Révolte avortée du roi de Kachgar contre le général chinois Ban Chao[1].
- Début du règne de Décébale, roi de Dacie (fin en 106)[2].